# Waldheimia
Waldheimia là một chi thực vật có hoa trong họ Cúc (Asteraceae).

## Loài
Chi Waldheimia gồm các loài: